# 末梢性免疫寛容
末梢性免疫寛容（まっしょうせいめんえきかんよう、英: peripheral tolerance）は、中枢性免疫寛容の後に行われる2つ目の免疫寛容機構であり、末梢免疫系で（T細胞やB細胞や一次リンパ器官を出た後に）生じる。主な目的は、中枢性寛容を逃れた自己反応性T細胞やB細胞が自己免疫疾患を引き起こすことがないよう保証することである。また、末梢性寛容は無害な食物抗原やアレルゲンに対する免疫応答も防いでいる。
胸腺における自己反応性T細胞の除去効率は60%から70%であり、ナイーブT細胞のレパートリーには多くの低アビディティー自己反応性T細胞が含まれている。こうした細胞は自己免疫応答の引き金となる場合があるため、これらの活性化を防ぐいくつかの末梢性寛容機構が存在する。抗原特異的な末梢寛容機構には、T細胞の静止期の持続や抗原の無視（イグノランス）のほか、クローン除去（デリーション）、制御性T細胞（Treg）への変換、アネルギーの誘導のいずれかによるエフェクターT細胞の直接的不活性化などがある。胸腺でのT細胞の発生過程でも生み出されるTregは、末梢における従来型リンパ球のエフェクター機能をさらに抑制する。樹状細胞は胸腺内での自己反応性T細胞のネガティブセレクションに関与するが、いくつかの機構で末梢免疫寛容も媒介している。
特定の抗原が中枢性と末梢性のどちらの免疫寛容に依存するかは、個体内での存在量によって決定される。B細胞に対する末梢性寛容はあまり研究されていないが、B細胞のT細胞に対する依存性によって主に媒介されている。
また、免疫の多くの経路は相互依存的であるため、免疫寛容の誘導のために関与するすべての細胞を寛容化する必要はない。一例として、寛容化されたT細胞は自己反応性B細胞を活性化することはない。CD4＋T細胞の助けがなければ、B細胞は活性化されない。

## 末梢性免疫寛容を媒介する細胞

### 制御性T細胞
制御性T細胞（Treg）は免疫抑制を媒介する中心的因子であり、末梢性寛容の維持に重要な役割を果たしている。Tregの表現型と機能のマスターレギュレーターはFOXP3である。内在性Treg（nTreg）は胸腺でのネガティブセレクション時に生み出される。nTregのTCRは自己ペプチドに対する高い親和性を示す。誘導性Treg（iTreg）は従来型のナイーブヘルパーT細胞に由来し、TGF-βとIL-2の存在下での抗原認識後に発生する。iTregは消化管に多く存在し、常在微生物叢や無害な食物抗原に対する寛容を確立している。その起源とは無関係に、Tregは環境中からのIL-2の除去、抗炎症サイトカインであるIL-10、TGF-β、IL-35の分泌、エフェクター細胞のアポトーシスの誘導など、いくつかの異なる機構によって自己免疫応答を抑制する。CTLA-4はTregの表面に存在する分子であり、TCRによる抗原認識後の、CD28を介したT細胞の共刺激を阻害する。 

### 免疫寛容誘導性樹状細胞
樹状細胞は、獲得免疫応答の開始を担う主要な細胞集団である。これらはMHCクラスII分子（MHCII）に短いペプチドを提示し、特異的TCRによって認識される。抗原と遭遇しダメージ関連分子パターンや病原体関連分子パターンを認識すると、樹状細胞は炎症性サイトカインの分泌を開始するとともに共刺激分子であるCD80とCD86を発現し、そしてリンパ節へ移動してナイーブT細胞を活性化する。しかしながら、未熟樹状細胞（iDC）はCD4とCD8の双方に対する寛容を誘導することができる。iDCは共刺激分子の発現が低く、MHCIIの発現も高くはないため、免疫原性は低い。iDCは外来抗原やアポトーシス細胞のエンドサイトーシスとファゴサイトーシスを起こす。この現象は生理的には末梢組織で生じる。抗原がロードされたiDCはリンパ節へ移動してIL-10やTGF-βを分泌し、ナイーブT細胞へ共刺激を伴わない形で抗原を提示する。T細胞は抗原を認識すると、アネルギー状態となるか、除去されるか、もしくはTregへ変換される。iDCはリンパ節常在性樹状細胞よりも強力なTreg誘導因子である。BTLAは樹状細胞を介したTregへの変換に重要な分子である。免疫寛容誘導性樹状細胞はFasLとTRAILを発現しており、応答したT細胞のアポトーシスを直接誘導する。また、T細胞の増殖を防ぐためにインドールアミン-2,3-ジオキシゲナーゼ（IDO）を産生する。iTregの分化を補助するため、レチノイン酸も分泌される。樹状細胞は（感染などによって）成熟すると、その免疫寛容誘導能力を喪失する。

### リンパ節ストローマ細胞
樹状細胞以外にも、抗原特異的T細胞寛容を誘導することができる細胞集団が同定されている。これらは主にリンパ節ストローマ細胞（LNSC）のメンバーである。LNSCは一般的に、gp38（PDPN）やCD31表面マーカーの発現に基づいていくつかの下位集団へと分類される。それらの中でも、細網線維芽細胞（fibroblastic reticular cell、FRC）とリンパ管内皮細胞（lymphatic endothelial cell、LEC）のみが末梢寛容に関与していることが示されている。これらはいずれも、内因性抗原をMHCクラスI分子（MHCI）に提示することでCD8+T細胞寛容を誘導することができる。LNSCはAIREの発現を欠いており、内因性抗原の産生は転写因子DEAF1に依存している。LECはPD-L1を発現してCD8+T細胞上のPD-1を結合し、自己反応性を制限する。LNSCは樹状細胞から得られたペプチド-MHCII複合体を提示することでCD4+T細胞寛容を駆動することもできる。一方、LECは自己抗原の貯蔵庫として機能し、自己抗原を樹状細胞へ輸送してCD4+T細胞に対する自己ペプチド-MHCIIの提示へ差し向けることができる。腸間膜リンパ節（mLN）では、LNSCはTGF-βの分泌によって直接的に、もしくはmLN常在性樹状細胞のインプリンティングによって間接的にTregを誘導することができる。

## T細胞末梢寛容の機構
自己反応性のT細胞クローンの大部分は胸腺において中枢性免疫寛容機構によって除去されるが、低親和性自己反応性T細胞は免疫末梢へ逃れ続ける。そのため、自己反応性の無抑制なT細胞応答を妨げるためのさらなる機構が存在する。

### 静止
ナイーブT細胞は胸腺から出た時には、静止状態となっている。このことは、細胞周期はG0期であり、代謝、転写、翻訳活性が低いことを意味する。静止状態は、トニックシグナル後のナイーブT細胞の活性化を妨げることができる。抗原曝露と共刺激後にナイーブT細胞は静止状態からの脱出を開始し、増殖とエフェクター分化が引き起こされる。

### イグノランス（無視）
自己反応性T細胞は、自己抗原の認識後の免疫応答を開始することができない場合がある。こうしたイグノランスがもたらされる内因的機構は、抗原に対するTCRの親和性が低すぎてT細胞の活性化を引き起こすことができない場合である。また外因的機構も存在し、一般的には少数しか存在しない抗原はT細胞を十分に刺激することができない。またいわゆる免疫特権器官では、免疫系によるイグノランスを保証する特殊な機構が生じる。抗原の存在量と解剖学的な位置がT細胞のイグノランスにおける最も重要な因子である。炎症条件下では、T細胞はイグノランスを乗り越え、自己免疫疾患が引き起こされる場合がある。

### アネルギー（不応答）
アネルギーは自己抗原の認識に伴誘導される機能的非応答状態である。T細胞が共刺激分子を結合することなく抗原提示細胞上のMHC分子を結合した場合、提示された抗原に対して応答しない状態となる場合がある。共刺激分子は急性炎症条件下でサイトカインによってアップレギュレーションされる。炎症性サイトカインンが存在しない場合には共刺激分子は抗原提示細胞の表面に発現しないため、T細胞と抗原提示細胞との間でMHC-TCR間相互作用があった場合にはアネルギーが引き起こされる。TCR刺激はNFATの核内移行を引き起こす。共刺激が存在しない場合、T細胞内ではMAPKシグナルは存在せず、転写因子AP-1の核内移行が正常に機能しなくなる。このT細胞内での転写因子の不均衡によって、アネルギー状態の形成に関与するいくつかの遺伝子の発現が引き起こされる。アネルギー状態のT細胞では、エフェクターサイトカインの産生をサイレンシングする、長期持続的なエピジェネティックなリプログラミングが行われる。アネルギーは可逆的であり、T細胞は抗原不在時に機能的応答性を回復する。

### デリーション（除去）
共刺激が存在しない状態での抗原応答後には、少数のT細胞はアネルギー状態となり、大部分のT細胞はアポトーシスによって迅速に失われる。この細胞死は、内因性アポトーシスファミリーのメンバーであるBIMによって媒介される。アポトーシス促進性のBIMと抗アポトーシス因子であるBCL2のバランスによって、寛容化されたT細胞の最終的な運命が決定される。Fas/FasLもしくはTRAIL/TRAILR相互作用による細胞傷害活性によって媒介される外因的機構も存在する。